# Llanfairpwllgwyngyllgogerychwyrndrobwllllantysiliogogogoch
Llanfairpwllgwyngyllgogerychwyrndrobwllllantysiliogogogoch je vas na otoku (in istoimenski grofiji) Anglesey na skrajnem severozahodu Walesa. Nahaja se ob ožini Menai, v bližini mostu Menai in kraja Bangor. Znana je po najdaljšem uradno priznanem krajevnem imenu v Združenem kraljestvu in enem najdaljših imen na svetu sploh, saj v angleščini šteje 58 črk, v valižanščini, ki nekatere pare črk obravnava kot eno črko, pa »le« 51. Na cestnih oznakah je kraj označen kot Llanfairpwllgwyngyll, lokalno je znan tudi kot Llanfairpwll ali Llanfair. Da se loči od ostalih valižanskih krajev, ki ravno tako vsebujejo Llanfair, najkrajšo izvedenko imena zapisujejo kot Llanfair PG.

## Znamenitosti
Kraj je priljubljen turistični cilj. Največ obiskovalcev se na železniški postaji fotografira pred napisom s celotnim imenom kraja, zatem obiščejo še središče za obiskovalce ali žigosajo potne liste v lokalni trgovini. Med turistične znamenitosti sodi tudi steber markiza Angleseya, ki s 27 metrov ponuja razgled po velikem delu Angleseya in ožine Menai Strait. Njegov avtor je Thomas Harrison, posvečen pa je proslavljanju junaštva markiza Henryja Pageta v bitki pri Waterlooju.

## Ime
Dolgo ime vasi je bilo zasnovano v 60. letih 19. stoletja v želji po prestižu, da bi vas imela najdaljše ime železniške postaje v celotnem Združenem kraljestvu. Besede ni moč obravnavati kot avtentično besedo v valižanščini. Dolgo ime v prevodu pomeni »cerkev sv. Marije v votlini bele leske pri vrtinčastih brzicah in cerkev sv. Tysilia pri rdeči jami«. Valižanski jezikoslovec in pesnik John Morris-Jones navaja, da si je ime izmislil neki lokalni krojač, katerega imena ni navedel.
Prvotno se je vas imenovala Llanfairpwllgwyngyll, v bližini pa je bila še vasica Llantysilio Gogogoch. Novo ime je skovanka teh dveh imen, med kateri je vrinjen še chwyrn drobwll, kar pomeni »vrtinčaste brzice« med obema vasema.
Znanih je več poskusov, da bi vasi prevzeli rekord v dolžini imena. Vas Llanfynydd v grofiji Carmarthenshire je leta 2004 iz protesta proti gradnji vetrnih elektrarn neuradno prevzela ime Llanhyfryddawelllehynafolybarcudprindanfygythiadtrienusyrhafnauole, kar pomeni »kar lepa vas; zgodovinski kraj z redkimi kragulji, ki jim grozijo bedna rezila«. Eno od postaj na železniški progi Fairbourne so iz promocijskih vzrokov poimenovali Gorsafawddacha'idraigodanheddogleddollônpenrhynareurdraethceredigion, kar pomeni »postaja Mawdach in njeni zmajevi zobje na cesti Northern Penrhyn Road na zlati plaži zaliva Cardigan Bay«. Nobeden od teh predlogov ni doživel širšega odobravanja na uradni ravni ali pri transportnih oblasteh.

## Zanimivosti
Ime vasi je navdahnilo ustvarjalce filma Barbarella in Llanfairpwllgwyngyllgogerychwyrndrobwllllantysiliogogogoch je tako bilo eno od gesel, ki se pojavi v njem.
V Walesu je priljubljena tudi naslednja šala:
- Prosim, železniške informacije.
- Kako vam lahko pomagam?
- Zanima me vozni red vlakov na relaciji London Euston - Llanfairpwllgwyngyllgogerychwyrndrobwllllantysiliogogogoch.
- Oprostite, lahko, prosim, črkujete?
- Prav. E, U, S, T, O, N.